# Сан-Криштован-де-Селью
Сан-Криштован-де-Селью (порт. São Cristóvão de Selho)  —  район (фрегезия) в Португалии,  входит в округ Брага. Является составной частью муниципалитета  Гимарайнш. Находится в составе крупной городской агломерации Большое Минью. По старому административному делению входил в провинцию Минью. Входит в экономико-статистический  субрегион Аве, который входит в Северный регион. Население составляет 2569 человек на 2001 год. Занимает площадь 2,26 км².
Покровителем района считается Святой Кристован (порт. São Cristóvão). 